# 庫圖佐夫站 (菲利線)
庫圖佐夫站（羅馬化：Kutuzovskaya）是一個莫斯科地鐵車站。此站在1958年完工，成為新設立菲利線的首次西延，還包括重開自1953年起一直關閉的四個舊車站。庫圖佐夫站是第一個永久性的地面地鐵站，是節省成本實驗之一，但是因莫斯科嚴酷的氣候條件造成諸多問題。此站是側式月台和曲線月台。兩個月台大部分都是由庫圖佐夫大道蓋過，該大道在車站中段橫跨車站。

## 外部連結
- metro.ru （页面存档备份，存于）
- mymetro.ru
- KartaMetro.info — Station location and exits on Moscow map (English/Russian)